# American Power Conversion
American Power Conversion Corp. (APC) é uma empresa americana baseada em Kingston, Rhode Island. Seu principal objetivo é criar soluções de no-breaks. Em outubro de 2006 a empresa francesa de equipamentos elétricos Schneider Electric anunciou a sua compra.